# Steve Cain
Steve Cain (12 dicembre 1958) è un allenatore di calcio neozelandese.

## Carriera
Nel 2002 ha allenato la nazionale di Papua Nuova Guinea, che ha allenato nella Coppa delle nazioni oceaniane 2002.
Dal 2005 al 2007 ha allenato i neozelandesi del Waitakere Utd, con cui ha vinto la OFC Champions League 2007.
Dal 2007 al 2011 ha allenato la nazionale neozelandese Under-17, con cui nel 2009 ha partecipato ai Mondiali di categoria.

## Palmarès

### Allenatore

#### Competizioni internazionali
- OFC Champions League: 1

Waitakere United: 2007